# Rondel chinois (Debussy)
Rondel chinois est une mélodie de Claude Debussy composée en 1881.

## Composition
Claude Debussy compose Rondel chinois au début de l'année 1881. Le manuscrit porte comme titre « Rondel chinois. Musique chinoise d'après les manuscrits du temps. » et comme incipit « Sur le lac bordé d'azalée ». La mélodie est dédiée à Marie Vasnier avec comme annotation « À Madame Vasnier, la seule qui peut chanter et faire oublier tout ce que cette musique a d'inchantable et de chinois. ». L'œuvre a été créée par Marie Vasnier, accompagnée de l'auteur, dans un concert mondain dont le programme n'a pas été retrouvé.
L'auteur du texte du poème est longtemps resté inconnu mais la découverte d'un deuxième manuscrit a permis de l'attribuer à Marius Dillard, né en 1860. En 1878, le poète est lauréat d'un premier prix fin avril et son rondel est publié dans le numéro du 5 mai 1878 de la revue l'Union littéraire des poètes et des prosateurs. Il reste qu'on ne sait pas dans quelles circonstances Debussy a eu connaissance du texte et a pu le mettre en musique.
Musicalement, le compositeur « privilégie les mélismes vocaux qu'il soutient avec une partie de piano relativement dépouillée où alternent quintes et octaves ».
La durée moyenne d'exécution de la pièce est de trois minutes environ.
Dans le catalogue des œuvres du compositeur établi par le musicologue François Lesure, Rondel chinois porte le numéro L 11 (17).

## Discographie
- Claude Debussy : intégrale des mélodies, 4 CD, Liliana Faraon et Magali Léger (sopranos), Marie-Ange Todorovitch (mezzo-soprano), Gilles Ragon (ténor), François Le Roux (baryton), Jean-Louis Haguenauer (piano), Ligia Digital, 2014[4],[5].
- Debussy Songs vol. 4, Lucy Crowe (en) (soprano), Malcolm Martineau (piano), Hyperion Records CDA68075, 2018.
- Claude Debussy : The complete works, CD 19, Natalie Dessay (soprano), Philippe Cassard (piano), Warner Classics, 2018[6].